# Jalal Baker
Jalal Baker (ur. 4 sierpnia 1970) – syryjski zapaśnik walczący w stylu wolnym. Zajął jedenaste miejsce na mistrzostwach świata w 1994 i 1998. Siódmy na igrzyskach azjatyckich w 1998. Ósmy na mistrzostwach Azji w 2000 i 2003. Brązowy medalista igrzysk Azji zachodniej w 1997. Wicemistrz igrzysk panarabskich w 1992, 1997 i 2004 roku.